# Aizoanthemum
Az Aizoanthemum a szegfűvirágúak (Caryophyllales) rendjébe, ezen belül a kristályvirágfélék (Aizoaceae) családjába tartozó nemzetség.

## Előfordulásuk
Az Aizoanthemum-fajok előfordulási területe a következő országokban van: Angola, a Dél-afrikai Köztársaság és Namíbia.

## Rendszerezés
A nemzetségbe az alábbi 5 faj tartozik:
- Aizoanthemum dinteri (Schinz) Friedrich
- Aizoanthemum galenioides (Fenzl ex Sond.) Friedrich
- Aizoanthemum membrum-connectens Dinter ex Friedrich - típusfaj
- Aizoanthemum mossamedense (Welw. ex Oliv.) Friedrich
- Aizoanthemum rehmannii (Schinz) H.E.K.Hartmann